# Mahamadou Amadou
Mahamadou Maharana Amadou Tidjani, född 1 januari 2001, är en nigerisk taekwondoutövare. 

## Karriär
I april 2018 tog Amadou brons i 55 kg-klassen vid junior-VM i Hammamet. I oktober 2018 tog han även brons i 55 kg-klassen vid ungdoms-OS i Buenos Aires. I maj 2019 tävlade Amadou i 54 kg-klassen vid VM i Manchester, där han blev utslagen i sextondelsfinalen av iranske Armin Hadipour.
I juni 2021 tog Amadou brons i 54 kg-klassen vid afrikanska mästerskapen i Dakar. I juli 2022 tog han guld i 54 kg-klassen vid afrikanska mästerskapen i Kigali efter att ha besegrat marockanske Hamza El Hacham i finalen. Följande månad tog Amadou även guld i 54 kg-klassen vid Islamic Solidarity Games i Konya efter att ha besegrat turkiske Deniz Dağdelen i finalen. I november 2022 tävlade Amadou i 54 kg-klassen vid VM i Guadalajara, där han blev utslagen i sextondelsfinalen av thailändske Ramnarong Sawekwiharee.
I juni 2023 tävlade Amadou i 54 kg-klassen vid VM i Baku, där han blev utslagen i sextondelsfinalen av italienske Teodoro Del Vecchio. I november 2023 tog Amadou sitt andra guld i 54 kg-klassen vid afrikanska mästerskapen i Abidjan efter att ha besegrat tunisiske Abdoullah Omri i finalen.